# La Herrera
La Herrera – gmina w Hiszpanii, w prowincji Albacete, w Kastylii-La Mancha, o powierzchni 63,4 km². W 2011 roku gmina liczyła 349 mieszkańców.